# Luigi Michiel

Stemma Michiel

Luigi Michiel (Venezia, 3 giugno 1814 – Bassano, 15 novembre 1904) è stato un politico italiano.

## Biografia
Nacque da Carlo e Caterina Pisani, da un'antica famiglia già compresa nel patriziato veneziano. Fu uno degli ultimi esponenti della casata: sposò Anna Morosini ed ebbe due figli maschi, ma nessuno proseguì il cognome; per sua disposizione testamentaria i nipoti nati dalla figlia Caterina, sposata Bianchi, aggiunsero al cognome paterno anche il suo.
Divenne senatore il 5 novembre 1866 essendo relatore Napoleone Meuron. La nomina fu convalidata il 18 dicembre 1866, ma il Michiel aveva già prestato giuramento il 15 dicembre.